# Arroyo Genoa
Genoa (antiguamente citado también como Henno o Heno) es un arroyo de la provincia del Chubut, Argentina, que nace en la Cordillera de los Andes, atraviesa la meseta patagónica y es afluente del río Senguerr. En la mayor parte de curso forma un valle propicio para el ganado y corre junto a la Ruta Nacional 40.

## Recorrido
En su curso de occidente a oriente, el arroyo Genoa nace en las cercanías del Cordón de Putrachoique y del Cerro Piedra de 1050 m s. n. m., recibiendo las aguas de los arroyos Cherque, Ñirihuau y Putrachoique. El Genoa fluye con rumbo sursudeste por un amplio valle; pasando por las localidades de Río Pico, José de San Martín y Gobernador Costa. Luego el arroyo disminuye su caudal al insumirse sus aguas en depósitos sedimentarios, tornándose intermitente aguas abajo de Gobernador Costa; desde donde luego vira hacia el sur. Allí, recibe afluentes pequeños, provenientes de la Meseta de los Galpones y pasa por la localidad de Nueva Lubecka. A la altura de la localidad de Alto Río Senguer, muy cerca de desembocar en el Senguer recibe las aguas del Arroyo Apeleg y luego finaliza en el río Senguer, en las cercanías de Los Tamariscos. La captación del Apeleg puede variar, ya que el Senguerr se puede expandir durante sus crecidas de tal manera que puede recibir las aguas del Apeleg sin mediación del Genoa.

## Historia
La presencia humana en torno al curso es milenaria siendo el arroyo paso de las rutas tehuelches que se desplegaban por toda Patagonia. En su ribera los aborígenes disponían de abrigo, agua, leña y pastizales para sus animales. La ocupación fue intensa y se estima en 200 años.
En sus cercanías a mediados de 1820 manzaneros (hoy mapuches) atacaron a tehuelches, para rescatar mujeres que les habían secuestrado en inmediaciones del lago Nahuel Huapi.
En las afueras de la localidad de José de San Martín, ocurrió un hecho histórico el 3 de noviembre de 1869, cuando el Cacique Casimiro Biguá junto con otros tres caciques tehuelches y mapuches juraron lealtad y reconocieron a la bandera argentina como propia a orillas del arroyo.
El lugar fue mencionado por George Chaworth Musters, quien lo visitó junto a Orkeke hacia 1871.
En 1884 se desarrolló el último enfrentamiento de la Conquista del Desierto. Soldados y aliados indígenas arremetieron contra la gente del cacique Foyel, que se encontraba debatiendo en las tolderías si se enfrentarían o no a las tropas.
Para los primeros años del siglo 20 parte de las tierras surcadas por el arroyo fueron incluidas en las tierras que el Estado Nacional le otorgó al gran cacique Sayhueque y su gente. Años posteriores también estas tierras fueron el asiento de una sucursal de Lahusen, una red de comercios de ramos generales de capitales alemanes.
Los arroyos Genoa y Apeleg a principios del siglo XX se asemejaban a ríos caudalosos y eran llamados ríos. Estos arroyos y el Senguerr confluyen en el valle recto Choiquenilahue de 10 kilómetros de largo por 3 de ancho. El valle tiene un fondo plano, pendiente suave, de laderas empinadas que hacia el sur aumentan de altura. En el extremo sur del Choiquenilahue, el río Senguer, hasta entonces impetuoso y de aguas transparentes, describe una abrupta curva en dirección al sur y sus aguas se vuelven perezosas y por momentos turbias. En ese codo se concentran los últimos islotes de bosques de ñires. El bosque acompaña el curso del río por más de cien kilómetros de distancia, desde su nacimiento en la cordillera de los Andes hasta el corazón de las mesetas. Este bosque es una rareza en la agreste Meseta patagónica que es recorrida por el Senguer.
Los testimonios de exploradores nacionales y extranjeros informan del valle utilizado como asentamiento semi permanente o campamento de tolderías tehuelches. En 1883, allí encontraron refugio 60 tehuelches que lograron escapar de las tropas del ejército argentino tras el combate de Apeleg, el penúltimo de la Conquista del Desierto. Sin embargo, a los pocos días fueron tomados prisioneros y conducidos a pie hasta Valcheta, en Río Negro, distante unos 600 kilómetros de distancia.
En 1890 Eduardo Botello, explorador del Museo de La Plata, se estableció en el valle al formar familia con una de las hijas del cacique tehuelche Manikeke. Se transformó en el primer colono del sur de Chubut. Sus primeros clientes fueron los 300 tehuelches que residían en los alrededores, a los que se fueron sumando exploradores, colonos y manzaneros (hoy mapuches) despojados de sus tierras en el norte de Patagonia. El paraje sumó importancia al transformarse en una encrucijada o un nudo comunicacional.  Los viajeros que se movilizaban a caballo o en carros, en el comercio de Botello accedían a alojamiento, comida y provisiones. Debido a la abundancia de agua y pasturas, confluían grandes arreos de vacunos, caballares y ovinos. Actualmente, sigue albergando campos dedicados a la producción ovina.

## Cuenca
El Genoa entreteje un sistema de pequeños tributarios que recogen la escorrentía de un tramo cordillerano muy extenso. A pesar de ello, las escasas precipitaciones lo tornan un curso de poca significación.

## Situación ecológica
El Genoa presenta un caudal constante en su tramo superior. Luego se muestra cada vez más divagante, llegándose a perder en el medio de amplias vegas mallinosas. Es frecuente que en veranos sin lluvias se seque antes de su desembocadura. 
El fenómeno de sequía de su cauce se están volviendo más recurrente con los nefastos manejo de mallines por parte de los campos ribereños, que están realizando estragos en este pequeño y frágil arroyo. El arroyo viene siendo desviado por los diversos productores que limitan con su rivera; situación que conllevó en 2021 a una grave bajante que fue denunciada por el alcalde de Gobernador Costa.
La difícil situación del Genoa se podría agravar con el anuncio, en 2023, del gobierno provincial de instalar doce perforaciones en la subcuenca del arroyo Genoa. Las mismas tiene el objetivo de la instalación de bombas sumergibles y paneles solares, de acuerdo con el caudal y la profundidad determinados por los ensayos de bombeo para abastecer a productores de la zona.